# Roswitha Scholz
Roswitha Scholz   (1959) és una periodista, escriptora i feminista alemanya que ha elaborat la teoria del valor-escissió (o de la dissociació del valor).
Va estudiar pedagogia social. Va formar part del grup Krisis ("Manifest contra el treball"), i des de 2004, junt amb Robert Kurz i Anselm Jappe, editen en alemany la revista EXIT.
És autora de "Das Geschlecht des Kapitalismus" (El sexe del capitalisme, 2000) i de "Differenzen der Krise – Krise der Differenzen" (Diferències de la crisi – Crisi de les diferències, 2005).

## El seu pensament
Roswitha Scholz ha generat una teoria de la relació entre patriarcat i capitalisme, que entra en debat amb diverses corrents de pensament, des del marxisme obrerista, al feminisme marxista i la teoria queer. Scholz intenta proposar un marc ampli que permeti comprendre la potència del sistema capitalista en la seva relació amb el patriarcalisme, tant en les seves formes modernes com postmodernes.
Roswitha Scholz és considerada com la primera autora que ha obert un diàleg profund entre el feminisme i la teoria del valor definida a "El Capital" de Marx, seguint la interpretació d'autors com Robert Kurz, Isaak Rubin o Moishe Postone. A diferència de la majoria del feminisme marxista i d'autores come Silvia Federici o Mariarosa Dallacosta, Scholz fa una crítica de la teoria que pretén superar definitivament l'anàlisi marxista tradicional i androcèntric del capitalisme -centrat en el "treball" com a activitat transhistòrica, la propietat privada dels mitjans de producció i el treballador com a subjecte polític predeterminat per al canvi social.
La seva teoria parteix de la crítica al feminisme marxista dels anys 70, al feminisme postmodern de la Tercera Ona, així com una teoria asexuada del capitalisme que haurien defensat alguns membres del grup Krisis. Perquè la crítica del valor mantingui la seva força i no repeteixi els errors marxistes de les jerarquies conceptuals entre "el primari" i "el secundari", la classe i el gènere, el patriarcat i el capitalisme, etc., Scholz evidencia com les relacions entre gèneres es despleguen històricament de manera articulada a la forma valor i són constituïdes de manera específica a la societat capitalista. Scholz reconceptualitza així el capitalisme com el "patriarcat productor de mercaderies". Aquesta crítica serà considerada pels principals membres del grup Krisis i serà de una de les causes de la ruptura amb altres membres.
Si el valor és la forma que pren la riquesa en el capitalisme, per a Roswitha Scholz aquesta mateix forma té una dimensió invisibilitzada que funciona com a condició de possibilitat, i que es relaciona amb tot allò que no és idèntic a la lògica del valor. La dialèctica entre aquestes dues dimensions del valor està, segons Scholz, associada al masculí i al femení.
En el pensament d'Scholz, dissociació significa que l'estructura del valor de la forma-mercaderia, en quan a formafonamenal del procés de valorització del capital, pretén abastar la totalitat del procés de reproducció social, però en realitat deixa de costat (amb les formes del valor i del treball abstracte) gran part d'aquesta reproducció. Això, tant en la perspectiva material (el "treball domèstic", l'educació dels fills, etc.) com en la perspectiva socio-psicològica i cultural simbòlica ("amor", sentiments, afectes, etc,), Aquests moments foren "dissociats" de la sociabilitat oficial i assignats històricament i social a les dones.
Per tal de fer ús d'un terme del debat feminista, aquestes són "doblement socialitzades": d'un costat, pertanyen (via activitat professional, forma diner, etc,) a la sociabilitat formal oficial, i, de l'altre, elles són estructuralment responsables de tots els moments de la vida que no formen part d'aquesta sociabilitat oficial. Com aquests moments, des del punt de vista de la forma dominant, no pertanyen al "treball abstracte", a la forma valor i a la forma diner, l'estatus de les dones en el sistema productor de mercaderies també és considerat estructuralment inferior. per norma, elles estan pitjor remunerades, assumeixen menys posicions de lideratge que els homes, són considerades "irracionals", amb menys capacitat d'imposar-se i, sovint, com simples "apèndix" dels homes.
La part dissociada no és una àrea rigorosament delimitada, que pot ser considerada per separat, sinó que la dissociació travessa totes les esferes de la societat. Si és veritat que en el procés de desenvolupament capitalista determinades parts dissociades foren integrades a l'univers oficial de la forma-mercaderia, a través de la comercialització, també és veritat que una bona part de relacions i dimensions vitals no poden ser abastades pel diner i per l'Estat, i que, en temps de crisi, molts de moments necessaris per a la vida són expulsats de la lògica de la forma-mercaderia i redelegats a l'esfera connotada com femenina. La relació del valor, de la valorització, no pot ser pensada de cap manera sense una simultània relació de dissociació. Per això, els conceptes d'aquests dos aspectes de la societat moderna es troben a un mateix nivell d'abstracció teòrica, i formen, sols en el seu conjunt, la conceptuació essencial (i contradictòria) de la modernitat.
A les envistes de la teoria de la dissociació, l'univers aparentment neutre del treball abstracte i de la forma-mercaderia es revela estructuralment determinat com un univers masculí. La il·lusió d'un universalisme abstracte està generada per una limitació de la reflexió i l'esfera de la circulació. No limitant l'anàlisi a la superfície de la circulació de l'anomenada "abstracció e canvi", es fa visible que la relació de dissociació inclou tot el procés de reproducció social. A escala global, també grans parcel·les de la humanitat no-occidental cauen fora del fals universalisme. El subjecte aparentment neutre de la modernitat és en realitat el subjecte masculí, blanc i occidental. D'igual manera, la formació teòrica de la modernitat, sent abstracta, universalista i seguint la lògica de la deducció, es relaciona, des de l'il·luminisme, en realitat sols amb l'estructura interna de la forma-mercaderia, determinada pel masculí, blanc i occidental.
El que és dissociat és privat i reprimit de conceptuació. En aquest sentit, el dissociat no és la "meitat millor" o "el que no té la forma valor", entès de manera positiva, sinó sols l'altra cara, igual de negativa, de la moneda. La superació emancipadora del sistema modern productor de mercaderies inclou la superació de la relació de dissociació en la qual les dones (i també la humanitat no occidental) són col·locades com inferiors. No es tracta de girar ideològicament aquesta atribució d'inferioritat sinó d'abolir-la junt amb la relació de valor.

## Obres
- Das Geschlecht des Kapitalismus. Feministische Theorie und die postmoderne Metamorphose des Patriarchats. Horlemann, B, Unkel 2000, ISBN 3-89502-100-8.
- Differenzen der Krise - Krise der Differenzen. Die neue Gesellschaftskritik im globalen Zeitalter und der Zusammenhang von "Rasse", Klasse, Geschlecht und postmoderner Individualisierung. Horlemann, B., Unkel 2005, ISBN 3-89502-195-4.
- Der Alptraum der Freiheit. Perspektiven radikaler Gesellschaftskritik. Essays, Kritiken, Polemiken. Amb Robert Kurz i Jörg Ulrich. Ulmer Manuskripte, Blaubeuren 2005, ISBN 3-934869-38-6.